# Uelle-Universität
Die Uelle-Universität in Isiro ist eine von der römisch-katholischen Dominikanerorden geführte Hochschule in Isiro und die einzige Universität in Ober-Uelle in der Demokratischen Republik Kongo.

## Geschichte
Die Errichtung der Universität in der Uelle-Region musste lange Zeit erdauert werden. Anlässlich des 7. Jahrestages der Ankunft der ersten Dominikanerbrüder im Kongo, publizierten drei Studenten des zweiten und dritten Jahres 1960 in Rom ein Memorandum, in welchem die ersten Spuren der Universität gezeichnet werden. Die drei, Jean Mawa, Vincent Awiore und Clément Masikini, heute alle Dominikaerpatres, schrieben ein Jahr später im Buch Dominicains au Congo (Dominikaner im Kongo):

„Die Dominikaner eröffnen in naher Zukunft ein Studienhaus, in welchem sie vor Ort berufene Junge in einer afrikanischen Atmoshäre empfangen und bilden. (…) Sie planen ein Zentrum für kulturelle Forschung, welches in engster Zusammenarbeit mit der laizistischen Elite zur Wertsteigerung des afrikanischen Erbe beiträgt. Als erstes Instrument soll eine Bibliothek errichtet werden.“

Doch die geistigen Väter der Universität wurden zu dringenderen Aufgaben abgestellt: Zuerst mussten Sekundarschulen eröffnet und betrieben werden. Nach dem Simba-Aufstand bauten die Dominikaner 1964 im Auftrag der Provinzregierung von Uelle das Kollegium, das heute unter dem Namen Kizito besteht.
Erst nachdem die Regierung 1989 das Hochschulwesen für den Privatsektor öffnete, sahen die Dominikaner eine Möglichkeit, ihren lange gehegten Plan zu erfüllen.
Bereits 1993 wurden von einer Reihe Professoren und Geistlichen die Statuten für eine Universität in Isiro beim zuständigen Gericht hinterlegt. Es bestanden jedoch auch staatliche Pläne für eine Hochschule. 1996 gelang es den Dominikanern beide Projekte unter ihrer Obhut zu vereinen, worauf innerhalb zweier Jahre alle administrativen Hürden genommen wurden. Der Ausbruch des Afrikanischen Weltkrieges im August 1998 verhinderte die Eröffnung im November des gleichen Jahres. Sie verzögerte sich kriegsbedingt um drei Jahre. Die Eröffnung erfolgte am 22. September 2001 und der Studienbeginn am 29. Oktober des gleichen Jahres mit rund 100 Studenten.

### Rektoren
- P. Donatien Tshidibi OP
- P. Roger Gaise OP

## Fakultäten
Die Uelle-Universität hat fünf Fakultäten, welche sich stark an den Bedürfnissen der Region ausrichten:
- Rechtswissenschaftliche Fakultät
- Agrarwissenschaftliche Fakultät
- Ökonomische und Betriebswirtschaftliche Fakultät
- Medizinische Fakultät
- Fakultät für Sozialwissenschaft, Politologie und Verwaltungslehre

## Partnerschaften
Die Universität ist verschiedene Partnerschaften eingegangen, auf akademischer Ebene mit der Autonomen Universität Madrid, der Medizinischen Universität Wien und der Universität Freiburg im Üechtland, auf entwicklungstechnischer Ebene mit der technischen Kooperation Belgiens und dem deutschen Ableger von MISSIO.